# Земля в неведении
«Земля в неведении» (англ. Earth Unaware, 2012) — научно-фантастический роман Орсона Скотта Карда, который является первым из трилогии романов-приквелов к его циклу «Игра Эндера». Трилогия описывает Первое вторжение пришельцев задолго до рождения Эндера и частично основана на комиксе «Войны формиков: Горящая Земля».

## Сюжет
Действие разворачивется за 100 лет до событий «Игры Эндера» в Поясе Койпера, где клан венесуэльских «вольных горняков» занимается поиском и разработкой астероидов богатых полезными ископаемыми на борту корабля «Эль-Кавадор». Молодой, но опытный техник по-имени Виктор Дельгадо узнаёт что его троюродную сестру Алехандру отдают жить на корабль итальянских вольных горняков, так как Виктор и Алехандра, сами того не зная, полюбили друг друга. Однако брак между членами клана — табу для вольных горняков, и капитан корабля Концепсьон Кералес приняла решение разделить молодых людей на благо клана. Виктор смиряется с решением.
Вскоре после этого, наблюдатель корабля (сестра Алехандры) замечает объект приближающийся к Солнечной системе из межзвёздного пространства на огромной скорости исключающей естественное небесное тело или человеческий корабль. Узнав об этом, экипаж «Эль-Кавадора» решает предупредить об этом корабли других горняков, но их предупреждения остаются неуслышанными. Вскоре объект приближается настолько, что становится ясно, что он явно неземной конструкции и является поистине исполинским. Отследив его курс, люди понимают, что корабль пришельцев движется прямиком к Земле. От корабля отделяется небольшой модуль, который направляется к кораблям итальянцев и уничтожает их.
Тем временем, сравнительно неподалёку от «Эль-Кавадора» находится корабль «Макарху», принадлежащий могущественной корпорации «Джукс». Командир корабля Лем Джукс является сыном основателя и генерального директора корпорации Укко Джукса. Отец послал Лема проводить опыты нового изобретения вдалеке от шпионов конкурентов. Этим изобретением является так-называемый «глазер» (сокращение фразы «гравитационный лазер»), который революционирует добычу полезных ископаемых из астероидов, используя сфокусированное гравитационное поле чтобы разбить любое физическое тело на молекулы, которые затем можно собрать «пылесосом». Для полноценного теста, Лему нужен достаточно большой и богатый астероид. Единственный подходящий астероид вблизи «занят» «Эль-Кавадором», а полёт к следующему займёт 4 месяца. Лем принимает решение «толкнуть» «Эль-Кавадор».
На Земле, Капитан Уит О'Тул прибывает на базу новозеландской Особой воздушной службы чтобы пополнить ряды элитной международной организации под названием «Мобильная оперативная полиция» (или МОПы). Среди кандидатов — молодой лейтенант Мэйзер Ракхейм. О'Тул устраивает кандидатам несколько проверок, но Мэйзер неправильно понимает задачу одной из них и его отбраковывают.
Столкновение «Макарху» и «Эль-Кавадора» приводит к гибели Марко, дяди Виктора. Горняки вламываются в компьютерную сеть корабля Лема и оставляют там сообщение для него, одновременно скачивая конфиденциальные файлы связанные с конструкцией и работой глазера. Тест глазера на большом астероиде создаёт гораздо более крупное поле и чуть не уничтожает сам корабль. Опасаясь скандала из-за смерти горняка и возможности того, что горняки продадут информацию о глазере конкурентам корпорации, Лем направляется на станцию «Перевалочный пункт 4», где он хочет оставить хакера чтобы уничтожить файлы в компьютерной сети «Эль-Кавадора», когда горняки вернутся на станцию.
Экипажу «Эль-Кавадора» удаётся спасти несколько итальянцев, но Алехандры среди них нет. Виктор, с помощью других механиков, удаётся модифицировать один из малых беспилотных челноков используемых горняками чтобы отправлять добытые ископаемые на Луну чтобы в нём смог полететь человек чтобы отправиться на Землю и предупредить человечество об угрозе извне. Когда модуль пришельцев нападает на «Эль-Кавадор», его удаётся обезвредить тараном и горнодобывающим оборудованием. Впервые людям предстают пришельцы. Из-за их насекомоподобной внешности, венесуэльцы нарекают их «ормигас» (исп. Hormigas — муравьи).
«Эль-Кавадор» направляется на «Перевалочный пункт 4» чтобы использовать свой лазерный передатчик. На всякий случай, Виктор решает отправиться на Луну на модифицированном челноке вместе со всей информацией о пришельцах. Его полёт должен занять месяц. За это время, его мышцы атрофируются и он получит опасную дозу космических излучений.
Тем временем, корабль Лема прибывает на станцию, но на экипаж нападают горняки, ненавидящие корпоратистов. Помощник Лема Чабс убивает нескольких нападающих, и Лем узнаёт что Чабс на самом деле — не помощник, а специальный человек приставленный его отцом, чтобы присматривать за Лемом и защищать его. Лему удаётся оставить хакера на станции, но саму станцию вскоре уничтожает гамма-излучение пролетающего корабля пришельцев. Периодический выброс гамма-излучения — побочный эффект прямоточного двигателя звездолёта пришельцев.
«Эль-Кавадор», вместе с кораблём Лема и кораблём китайской корпорации «ВУ-ХУ», готовятся попытаться задержать корабль пришельцев. Китайский корабль слишком мал, чтобы участвовать в атаке, и на него переводят всех женщин и детей с «Эль-Кавадора», хотя сама Концепсьон остаётся на своём корабле. «Эль-Кавадор» и «Макарху» сближаются со звездолётом и спускают людей на обшивку, чтобы установить взрывчатку используемую для добычи полезных ископаемых. К сожалению, один из зарядов взрывается слишком рано, и пришельцы узнают о присутствии людей. Множество ормигас выползают из люков и бросаются без оружия на людей, многие из них без скафандров. Видя что план провалился, Чабс уводит корабль, несмотря на протесты Лема, который не хочет оставлять людей на верную гибель. Звездолёт затем выдвигает из отверстия плазменную туррель и уничтожает «Эль-Кавадор» одним залпом.
Не зная об этих событиях, Виктор прибывает на Луну, но его арестовывают за незаконное прибытие и не обращают на его мольбы внимания. Тем временем, Уит О'Тул решает готовить своих МОПов для любой мнимой ситуации, включая гипотетическое вторжение пришельцев. В конце концов, Виктору назначают чиновника, которая верит в его рассказ и соглашается помочь ему передать его доказательство в Сеть.

## Персонажи
- Виктор Дельгадо — молодой но талантливый механик который, вместе с отцом и молодым помощником, поддерживают «Эль-Кавадор» в рабочем состоянии.
- Концепсьон Кералес — капитан «Эль-Кавадора» и матриарх клана.
- Лем Джукс — сын магната Укко Джукса и капитан корпоративного корабля «Макарху».
- Капитан ДеУит Клинтон О'Тул — командир Мобильной оперативной полиции, международной организации предназначенной для действий в любой стране.
- Лейтенант Мэйзер Ракхейм — молодой солдат-маори, которого О'Тул надеется завербовать в МОП.
- «Эль-Кавадор» (исп. El Cavador) в переводе с испанского — «копатель».